# 什一奉獻
什一奉獻（或什一税、什一捐），常用於指猶太教和基督宗教的宗教奉獻，歐洲封建社會時代用來指教會向成年教徒徵收的宗教稅。 
源於《聖經舊約》時代，其希伯來文原意是「十分之一」。在古代近東的國家，其中有迦南、腓尼基、阿拉伯等國都有什一奉獻的習俗以維持崇拜及國家支出。

## 沿革
據《聖經·創世記》記載，亞伯拉罕把所得的十分之一獻給撒冷城的麥基洗德，這普遍被視為什一奉獻之起源。直至摩西律法將其具體制度化地執行，以色列人將此獻給上帝耶和華及支持利未支派的事奉工作。在4世紀以前的基督教並沒有奉行什一奉獻，信徒隨自己意願自由捐獻。自羅馬帝國將基督教納為國教後，教會開始鼓吹徵收。在第六世紀以前，什一奉献又漸漸在天主教會和西歐普及。及至公元567年和585年，什一奉獻被提到的大公會議，並最終採納為對教會奉獻的必要標準。
公元779年法蘭克王國查理大帝訂立法律實施什一税，西歐各國在10世紀中葉相繼實行，視之為稅金。宗教改革運動之後，什一稅制仍在天主教會和新教國家裡繼續執行。羅馬教廷與德意志地區的皇帝在1563年召開特倫多大公會議重申教徒必須繳付什一稅。隨後歐洲國家政權與教會間發生矛盾，歐洲國家逐漸廢除此稅制，以其它的稅收形式取替。
時至現代，仍有一些基督教教派引申《舊約聖經》，規定信徒實行什一奉獻，視為一項重要教義，例如公理會、循道會和基督復臨安息日會。；另一些基督教教派則依照自己的意願不強迫，鼓勵信徒憑信心奉行什一奉獻，以應付教會運作的財務需要和開支。

## 摩西律法下的什一奉獻
根據摩西律法所載，以色列人的一切出產之十分之一都當歸給上帝耶和華。十分之一與祭物要獻在指定地方，祭司會將其作獻祭及利未支派之酬勞，每三年用當年土產的十分之一來幫助社會內的有示弱細小眾。相關的重點條例如下：
|  | 地上所有的、無論是地上的種子、是樹上的果子、十分之一是耶和華的、是歸給耶和華為聖的。人若要贖這十分之一的甚麼物、就要加上五分之一。凡牛群羊群中、一切從杖下經過的、每第十隻要歸給耶和華為聖。不可問是好是壞、也不可更換、若定要更換、所更換的與本來的牲畜都要成為聖、不可贖回。這就是耶和華在西乃山為以色列人所吩咐摩西的命令。（利未記27:30-34） |

|  | 你要把你撒種所產的，就是你田地每年所出的，十分取一分；又要把你的五穀、新酒和油的十分之一，並牛群羊群中頭生的，喫在耶和華你神面前，就是他所選擇要立為他名的居所。這樣，你可以學習時常敬畏耶和華你的上帝。……每逢三年的末一年，你要將本年的土產十分之一都取出來，積存在你的城中。在你城裡無分無業的利未人，和你城裡寄居的，並孤兒寡婦，都可以來，喫得飽足。這樣，耶和華你的上帝必在你手裡所辦的一切事上賜福與你。（申命記14:22-23、28-29） |

## 类似的中國的什一税
在周朝，當時實行徹法，除了公田之外，另外農民還要將其所得的十分之一納予國家，但這並非宗教稅。在春秋戰國時代之後，這種井田制度便逐漸不獲採用。

## 伊斯蘭中
在古代伊斯蘭國家，耕作官地的農民需繳交收成1/10，名哈拉吉稅。

## 外部連結
- Theologian Russell Kelly on tithing （页面存档备份，存于）
- 中的“Tithing”
- Tithe （页面存档备份，存于） A biblical study why Christians need not tithe.
- Arguments for and against Tithing
- Q & A On Tithing By Russ Kelly
- Articles By New Testament Scholar Dr. David Croteau （页面存档备份，存于）
- The Tithe Debate
- A brief history of tithes in England